# Glyphodes confinis
Glyphodes confinis là một loài bướm đêm trong họ Crambidae.